# Frassini
Frassini è una frazione del comune italiano di Chiusdino, nella provincia di Siena, in Toscana.

## Storia
Il borgo di Frassini nasce in epoca rinascimentale in un territorio che nel XIV secolo era noto come Bossolino, tra i centri di Chiusdino e di Frosini. Nel 1629 si ritrova compreso nella giurisdizione parrocchiale di San Lorenzo a Castelletto, già San Lorenzo a Bossolino, del vicino Castelletto Mascagni.
La frazione ha conosciuto una crescita significativa nel corso del XIX secolo.

## Monumenti e luoghi d'interesse
Al centro del borgo, lungo la strada principale, è situata la chiesa di San Lorenzo, risalente alla metà del XIX secolo. L'edificio presenta una facciata a capanna, con rosone strombato sovrastato da un frontone triangolare, e una disposizione a pianta rettangolare, con le murature esterne costituite da filaretti regolari in laterizio intervallati da pietra di vario genere. L'interno è a tre navate, distinte da archi a tutto sesto in laterizio, con presbiterio leggermente rialzato.
Presso la vicina località di Castelletto Mascagni è invece situata la vecchia chiesa di San Lorenzo, risalente al XVII secolo.